# Florești (Republik Moldau)
Koordinaten: 47° 54′ N, 28° 18′ O
Florești ist das Verwaltungszentrum des gleichnamigen Rajon im Nordosten der Republik Moldau. Die 131 Kilometer nördlich von Chișinău gelegene Stadt hat etwa 19.700 Einwohner (Berechnung zum 1. Januar 2014). Florești ist ein Zentrum der Leicht- und Lebensmittelindustrie.
Ein nahegelegener jungsteinzeitlicher Fundort der Cucuteni-Tripolje-Kultur ist nach der Stadt benannt.

## Lage

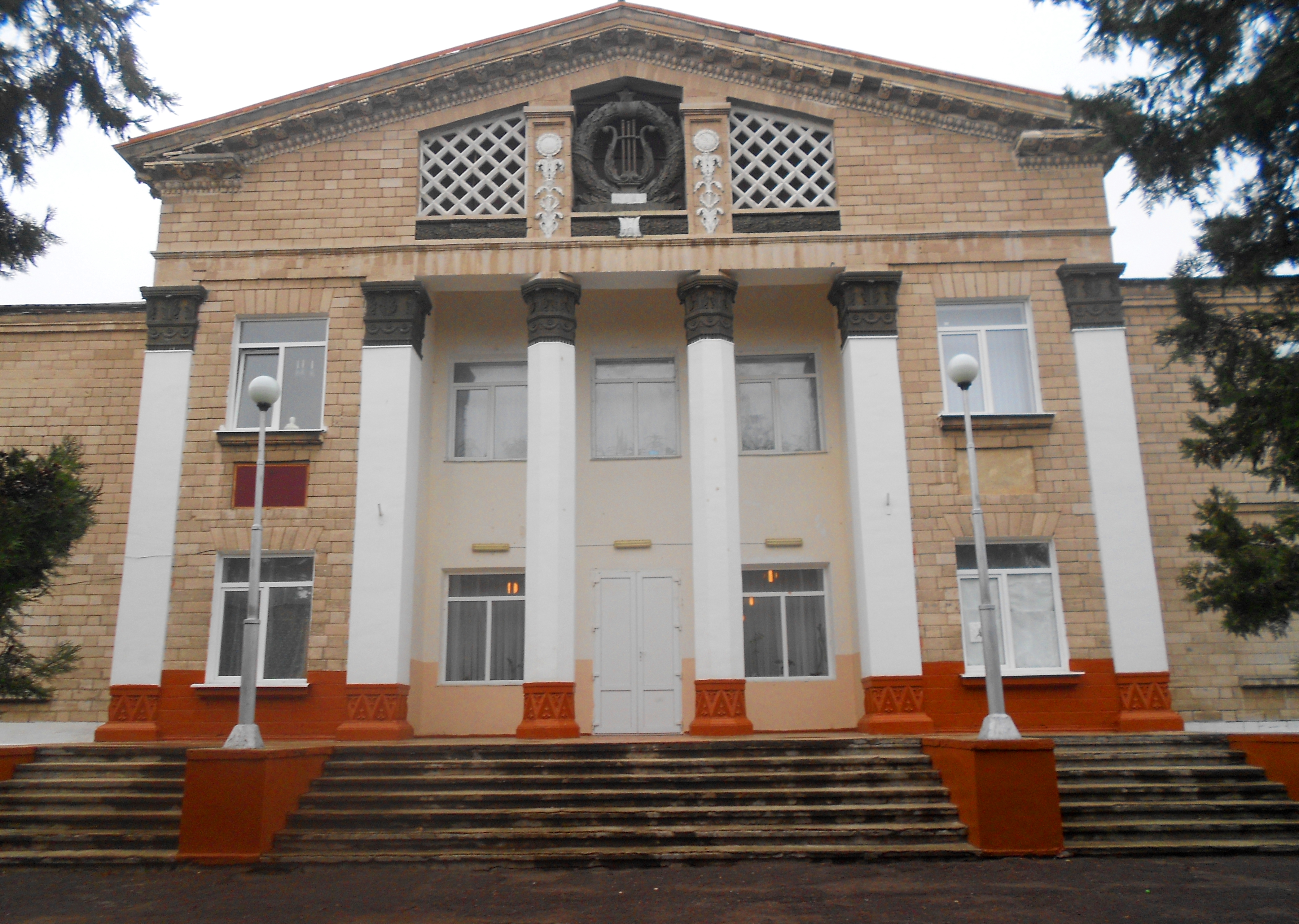
Kulturhaus (Casa de cultură din Florești) am zentralen Park in der Mitte der Strada Ștefan cel Mare.

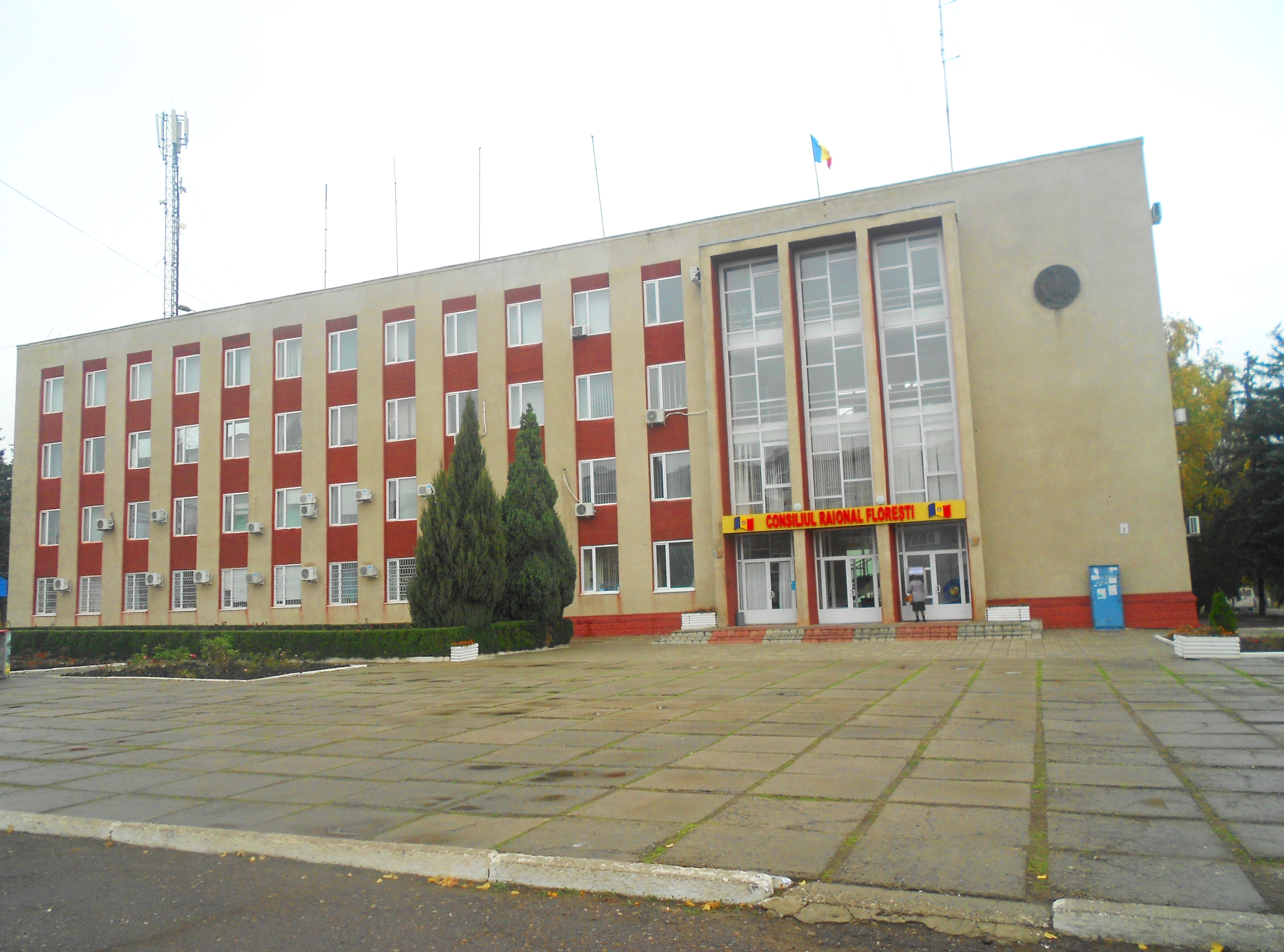
Kreisverwaltung (Consiliul raional din Florești)

Florești liegt nahe der Schnellstraße M2, die von der Landeshauptstadt Chișinău über Orhei nach Norden führt. 40 Kilometer nördlich von Florești erreicht die M2 Soroca und zehn Kilometer weiter die ukrainische Grenze. Die größte Stadt Nordmoldaus, Bălți, liegt rund 40 Kilometer westlich von Florești entlang der R13. Die R18 führt von Florești nach Süden bis zur 53 Kilometer entfernten Kleinstadt Sîngerei, dem Hauptort des angrenzenden gleichnamigen Landkreises (Rajon). Der Bahnhof von Florești liegt an der zwischen 1892 und 1894 eingeweihten und relativ häufig befahrenen Strecke zwischen Rîbnița im Osten, Bălți, Ocnița und Larga im Nordwesten an der ukrainischen Grenze.
Am südlichen Stadtrand fließt der Răut vorbei, ein rechter Nebenfluss des Nistru. Der mäandernde Răut wird von Florești flussaufwärts über das sich westlich anschließende Dorf Mărculești hinaus bis zum Dorf Prajila aufgestaut. Der Florești-Stausee (Lacul de acumulare Florești) reguliert die jahreszeitlich schwankende Wassermenge und dient überwiegend der Feldbewässerung; an seinen Ufern bilden sich stellenweise Sumpfgebiete. Florești liegt im klimatischen Bereich der Waldsteppenzone des nördlichen Moldau mit durchschnittlichen Jahresniederschlägen bis um 500 Millimeter. Die Umgebung ist flach bis leicht wellig. Auf den Feldern werden überwiegend Getreide, Sonnenblumen und ferner Tabak angebaut, die Steppengrasflächen dienen als Weideland.

## Geschichte

### Archäologischer Fundort
Im 7. Jahrtausend v. Chr. wanderten Ackerbau treibende Völker von der Balkanhalbinsel nach Norden in die südosteuropäische Region ein. Sie lebten sesshaft und bauten Häuser aus Holzstangen und Lehm. Zu diesen neolithischen Kulturen zwischen der unteren Donau und den Karpaten gehörte ab dem 5. Jahrtausend auf dem Gebiet Moldaus die Cucuteni-Trypolje-Kultur. Der in den 1950er Jahren ausgegrabene Fundort Florești I gilt als mögliche Übergangsstufe von der älteren Boian-Kultur zur beginnenden Phase Precucuteni. In Moldau sind Florești I und III sowie Rogozany und Putinesti I die wesentlichen Ausgrabungsstätten für die Phase Precucuteni II. Die größte freigelegte Siedlung dieses Typs ist Talianki in der Zentralukraine. Manche Funde ähneln auch denen von Okopi und Bernaschiwka in der Westukraine. Die Hälfte der Funde aus Florești I bestehen aus grober Gebrauchskeramik ohne Dekoration: Schalen und Schüsseln mit flachem Boden. Die zweite Gruppe beinhaltet Essgeschirr mit geschwungenen Gravuren, teilweise mit roten oder weißen Inkrustationen und roter Bemalung auf schwarzem Grund.

### Moderner Ort
Der Ortsname Florești ist vom rumänischen Wort floare „Blüte“ abgeleitet. Im 17. Jahrhundert war Florești im Besitz der Familie des Bojaren (Adelstitel) Miron Costin (1633–1691). Costin war Politiker im Fürstentum Moldau und verfasste als Geschichtsschreiber eine Chronik der Region Moldau.
Während der Zeit der Moldauischen Sozialistischen Sowjetrepublik (MSSR) wurde Florești zu einem Industriestandort ausgebaut. Durch die mit der Unabhängigkeit 1991 einsetzende Wirtschaftskrise wurden große Fabrikanlagen aus den 1950er bis 1970er Jahren unrentabel und zerfielen zu Bauruinen.
Zwei Jahre nach der Unabhängigkeit Moldaus besaß im Jahr 1993 der Raion Florești nach einer Berechnung 76.987 Einwohner. Durch die Verwaltungsreform von 1999 wurde der Raion Florești zu einem Teil des größeren Județ (Landkreis) Soroca. Eine Aufspaltung der Landkreise zurück zu kleineren Raions (raioane) erfolgte 2003.

## Stadtbild

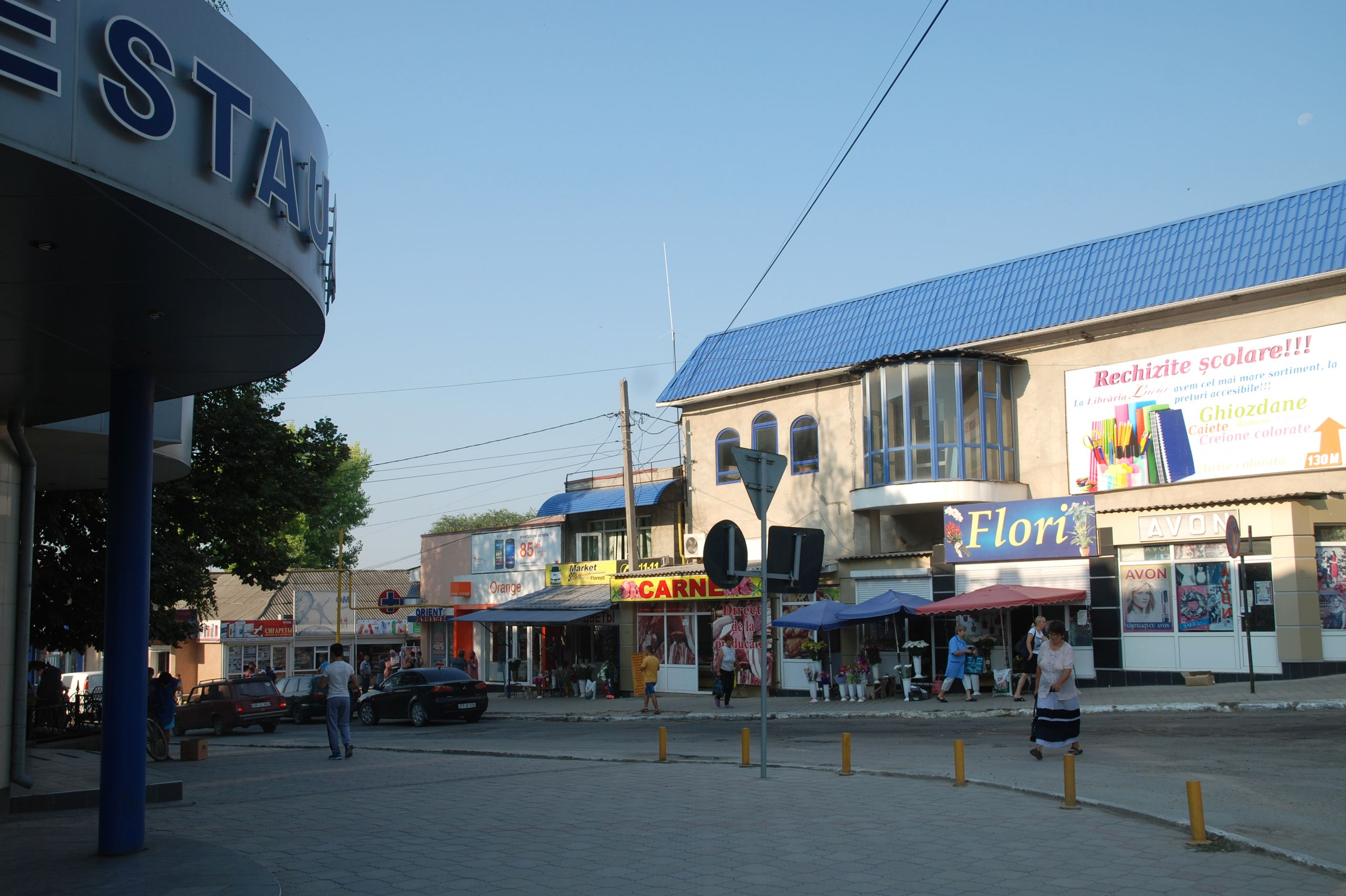
Marktviertel am Bahnhof

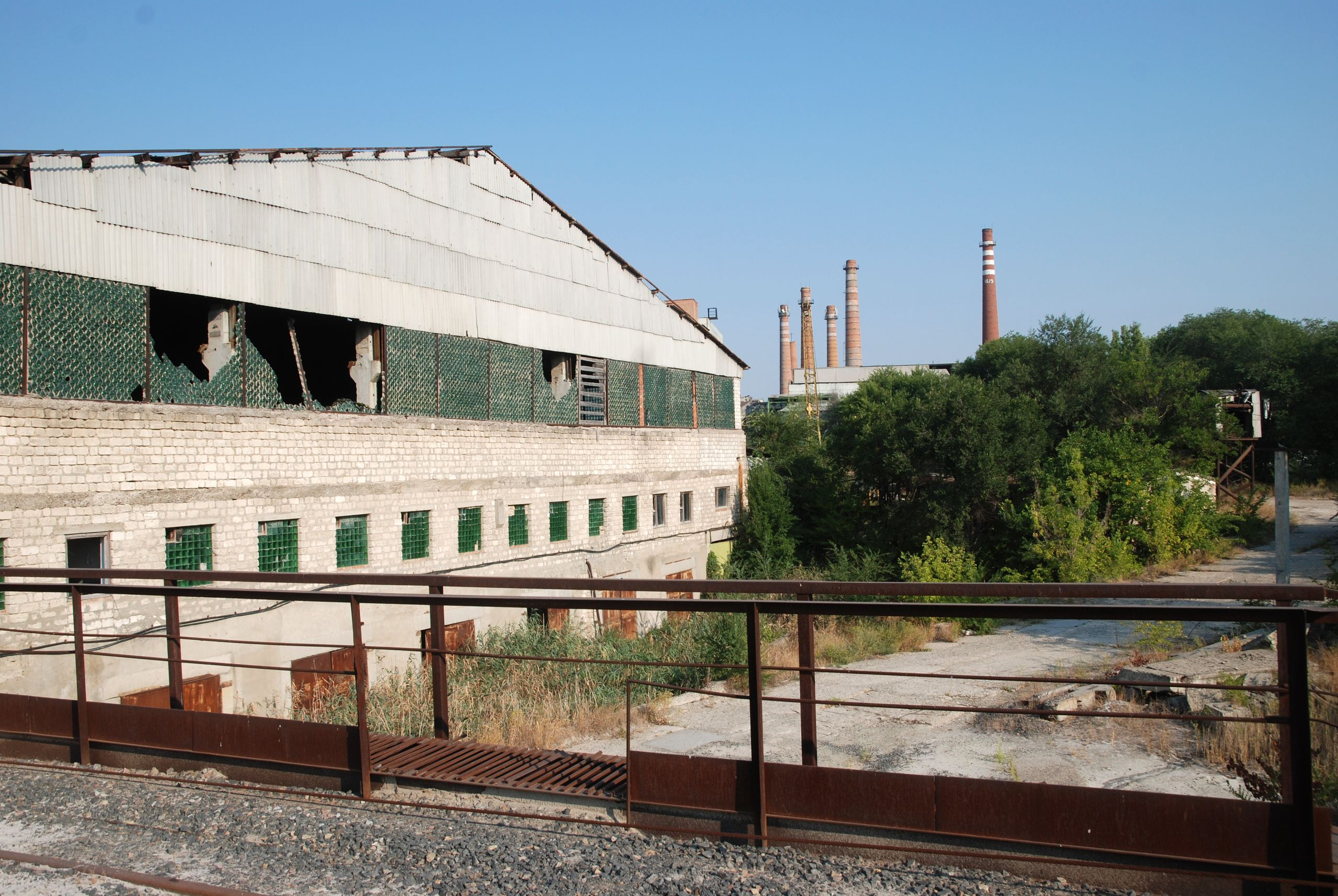
Ruinöse Fabrikhalle und Schornsteine von Cristal Flor

Bei der Volkszählung 2004 lebten 13.164 Einwohner in der Stadt. Davon bezeichneten sich 10.468 als Moldauer (89,5 Prozent), 1332 als Ukrainer (10,1 Prozent), 1015 als Russen (7,7 Prozent), 119 als Rumänen (0,9 Prozent), 55 als Roma, 22 als Bulgaren, 17 als Juden, 15 als Gagausen und 14 als Polen.
Von der Abzweigung an der M2 führt die R13 rund vier Kilometer nach Westen am Răut entlang bis in die Stadt und umgeht das Zentrum in einem großen Bogen an der Nordseite. Das Geschäftszentrum mit einem Marktbereich für Kleider und Haushaltswaren befindet sich im Süden in der Nähe des Bahnhofs und des angrenzenden Busbahnhofs. Von der dortigen Einkaufsstraße, der Strada 31 August 1989, zweigt die zentrale Nord-Süd-Achse Strada Ștefan cel Mare nach Norden ab. An diesen beiden Straßen befinden sich neben den meisten Geschäften auch mehrere Banken. Der größte Teil der Stadt liegt nördlich des Răut, eine Brücke führt über den Fluss zum südlichen Vorort Vărvăreuca. Östlich der Innenstadt schließt sich das Industrieviertel an. Es gibt einige höhere Schulen und ein Kreiskrankenhaus. Mehrere Minibuslinien (Marschrutkas) verbinden die Innenstadt mit der näheren Umgebung.
Florești ist ein Zentrum der Leichtindustrie und Nahrungsmittelproduktion. Das größte Unternehmen der Stadt ist die 1958 zur Herstellung von Glasflaschen gegründete Glasfabrik SA Cristal Flor. Seit 2005 wird über deren Insolvenz verhandelt. Einige der Fabrikhallen befinden sich in ruinösem Zustand. Weitere Firmen sind die Konservenfabrik Natur Bravo, in der Obst und Gemüse verarbeitet werden, der Milchverarbeitungsbetrieb Pro Milk und die Kleiderfabrik Floriana Fasion im Ort Tîrgul Vertiujeni. Die Keksfabrik Nefis, die 1997 in Florești mit der Produktion begann, exportiert Dauerbackwaren und Konfekt in zahlreiche europäische Länder und nach Übersee.
Vom 19. Jahrhundert bis zum Anfang des 20. Jahrhunderts gab es einen kleinen jüdischen Friedhof. Auf etwa 7500 Quadratmeter Fläche befinden sich noch über 1500 Grabsteine, von denen die meisten umgestürzt, zerbrochen oder überwachsen sind. Der Friedhof ist noch in Gebrauch, wird aber nicht regelmäßig gepflegt.

## Söhne und Töchter der Stadt
- Walentin Zwetkow (1948–2002), russischer Politiker
- Michael Felsenbaum (* 1951), Schriftsteller und Schauspieler
- Serghei Krîjanovski (* 1996), Billardspieler